# Julio Munlloch
Julio Munlloch Martí, né à une date inconnue, est un footballeur espagnol des années 1930 qui jouait au poste d'ailier gauche.

## Biographie
Julio Munlloch joue douze matchs de championnat avec le FC Barcelone lors de la saison 1935-1936 et dispute la finale de la Coupe d'Espagne perdue 2 à 1 face au Real Madrid. Lorsque la Guerre civile espagnole éclate en juillet 1936, le championnat est suspendu.
En été 1937, le FC Barcelone entame une tourné de neuf matchs au Mexique entre le 20 juin et le 22 août. Le Barça affronte à deux reprises le Club América et le Club Necaxa, ainsi qu'une fois les équipes du CF Atlante, du Real Club España et du CF Asturias. Les deux derniers matchs sont joués face à l'équipe nationale du Mexique. Quatre joueurs du Barça décident de rester au Mexique, dont Julio Munlloch. Il est recruté par le CF Asturias avec qui il remporte le championnat du Mexique lors de la saison 1938-1939.
Munlloch part vivre ensuite en Argentine où il joue avec le club de Vélez Sársfield, puis retourne au Mexique jouer avec le CF Atlante.